# Таро (фільм)
«Таро» (англ. Tarot) — американський надприродний фільм жахів 2024 року режисерів та сценаристів Спенсера Коена й Анни Голберґ (їхній режисерський дебют). Фільм «Таро» знятий за мотивами роману «Жахоскоп» (англ. Horrorscope) Ніколаса Адамса, який також бере участь у створенні кінострічки. У головних ролях Гаррієт Слейтер, Ейдан Бредлі, Авантіка та Джейкоб Баталон.
Прем'єра фільму в українському кінотеатральному прокаті компанією B&H Film Distribution Company відбулась 16 травня 2024 року.

## Синопсис
Коли група друзів порушує священне правило ворожіння на Таро — ніколи не користуватися чужою колодою — вони несвідомо випускають на волю зло, що ховається в картах. Тепер їм доведеться постати перед долею та вступити у перегони зі смертю, щоб уникнути майбутнього, передбаченого ворожінням.

## Акторський склад
- Гаррієт Слейтер[4] — Гейлі
- Ейдан Бредлі — Грант
- Джейкоб Баталон — Пекстон
- Авантіка — Пейдж
- Гамберлі Ґонсалез[5] — Меделін
- Вольфганг Новоґратц — Лукас
- Ларсен Томпсон — Еліс
- Олвен Фур'є[6] — Елма Астрін
- Сунчіка Міланович — астрологиня